# Aegilipsicola
Aegilipsicola is een geslacht van wantsen uit de familie beeklopers (Veliidae). Het geslacht werd voor het eerst wetenschappelijk beschreven door D. Polhemus & J. Polhemus in 1994.

## Soorten
Het genus bevat de volgende soorten:

- Aegilipsicola auga D. Polhemus & J. Polhemus, 1994
- Aegilipsicola insularis D. Polhemus & J. Polhemus, 2000
- Aegilipsicola iriana D. Polhemus & J. Polhemus, 2000
- Aegilipsicola peninsularis D. Polhemus & J. Polhemus, 1994
- Aegilipsicola rapida J. Polhemus & D. Polhemus, 1994
- Aegilipsicola robinae D. Polhemus & J. Polhemus, 2000